# Гагановское движение
Гага́новское движение — одна из форм социалистического соревнования в СССР. Суть движения — переход передовиков производства на отстающие участки в целях внедрения передовых методов организации труда и достижения ими высоких показателей.

## История возникновения
Движение зародилось в 1958 году, инициатором его стала прядильщица Вышневолоцкого хлопчатобумажного комбината В.И. Гаганова, которая, возглавляя передовую бригаду, перешла в соседнюю отстающую и добилась того, что и эта бригада стала выполнять нормы на 117-120%. Гаганова 4 раза переходила в отстающие бригады и выводила их в передовые. В своём выступлении на июньском (1959 год) пленуме ЦК КПСС она подчёркивала: 
«Нам удалось доказать, что нет плохих машин, плохих бригад и участков. Плохо там, где плохо работают люди, где низкая квалификация, где не организован как следует труд, где низок уровень трудовой дисциплины. Мне кажется, рабочие наши поняли, что отстающие могут стать передовыми, если сами того захотят, если вовремя и хорошо им помогут более сильные товарищи»

## Распространение движения
С конца 1950-х годов гагановское движение, наряду со стахановским движением, стало в СССР массовым. Движение широко распространилось во многих отраслях народного хозяйства (машиностроение, металлургия, лёгкая промышленность, горнодобывающая промышленность). Гагановцами становились наиболее активные участники движения за коммунистическое отношение к труду. Нередко они по несколько раз переходили в отстающие коллективы и выводили их в передовые. Во имя общих интересов гагановцы шли не только на личные материальные жертвы, но и брали на себя огромную моральную ответственность за коллективы, в которые переходили работать.